# Jean Marchand (acteur)
Pour les articles homonymes, voir Marchand et Jean Marchand.
Vous pouvez aider à l'améliorer ou bien discuter des problèmes sur sa page de discussion.
- Il ne cite pas suffisamment ses sources. Vous pouvez indiquer les passages à sourcer avec {{référence nécessaire}} ou {{Référence souhaitée}}, et inclure les références utiles en les liant aux notes de bas de page. (Marqué depuis août 2024)
- Cet article biographique nécessite des références supplémentaires pour assurer sa vérifiabilité. (Marqué depuis août 2024)
- Son contenu est rédigé entièrement ou presque à partir d'une seule source. N'hésitez pas à modifier cet article pour améliorer sa vérifiabilité en apportant de nouvelles références dans des notes de bas de page. (Marqué depuis août 2024)
- Certaines informations devraient être mieux reliées aux sources mentionnées dans la bibliographie ou les liens externes. Améliorez sa vérifiabilité en les associant par des références. (Marqué depuis août 2024)
- Il ne s’appuie pas, ou pas assez, sur des sources secondaires ou tertiaires. (Marqué depuis août 2024)

- Archive Wikiwix
- Bing
- Cairn
- DuckDuckGo
- E. Universalis
- Gallica
- Google
- G. Books
- G. News
- G. Scholar
- Persée
- Qwant
- (zh) Baidu
- (ru) Yandex
- (wd) trouver des œuvres sur Wikidata

Jean Marchand, né à Sorel (Canada) le 22 avril 1951, est un acteur et un musicien (pianiste) québécois.

## Biographie
Jean Marchand est diplômé du Conservatoire d'art dramatique de Montréal, promotion 1975. En plus d'être acteur et metteur en scène, Jean Marchand poursuit une carrière de pianiste classique comme soliste, chambriste et accompagnateur.

## Filmographie
- 2024 : Se fondre de Simon Lavoie : juge
- 2022 : L'enrôlé (The Recruit) : Attorney general
- 2017 - 2018: Wynonna Earp  : Bulshar Clootie
- 2012 - 2015 : Unité 9 (TV) : Rolland Montmorency, alias « M. Musique »
- 2012 : Mars et Avril : le pneumatologue
- 2009 : Phantom, le masque de l'ombre (The Phantom) de Paolo Barzman (TV) : Abel Vandermaark
- 2008 : Next Floor (court métrage) : maître d’
- 2006 : Touched by Water : narrateur
- 2005 : Trudeau II: Maverick in the Making (TV) : cardinal Léger
- 2005 : Aurore : Andronic Lafond
- 2005 : Félix Leclerc (TV) : metteur en scène
- 2003 - 2007 : Le Petit Monde de Laura Cadieux (TV) : le docteur
- 2003 : Les Aventures tumultueuses de Jack Carter (TV)  (2 épisodes) : Jack Taylor
- 2002 : Trudeau (TV) : Marc Lalonde
- 1999 : Laura Cadieux... la suite : le docteur
- 1998 : C't'à ton tour, Laura Cadieux : le docteur
- 1998 : Réseaux (TV) : Julien Jacobi
- 1997 : Paparazzi (TV) : Robert Béliveau
- 1994 : Craque la vie ! (TV) : Pierre Joly
- 1994 : Mouvements du désir : l'homme à lunettes
- 1994 : Embrasse-moi, c'est pour la vie (TV) : Talbert
- 1993 : Les grands procès : M. Boyer
- 1990 : Un autre homme
- 1989 : Jésus de Montréal
- 1988 : Le Chemin de Damas
- 1984 : The Surrogate : le concierge
- 1984 : Laurier (TV) : Laurent-Olivier David
- 1981 : Les Fils de la liberté (TV) : Chapard
- 1979 : Éclair au chocolat
- 1978 : Le Clan Beaulieu (TV) : Bruno Mercier
- 1978 : Special Delivery (version française) : narrateur
- 1977 : Panique
- 1977 : Les As (TV) : Alfred Deslauriers
- 1976 : Spécial Magnum (Una Magnum Special per Tony Saitta) : Terence
- 1975 : La Petite Patrie (TV) : séminariste